# Rolf Kjellin
Rolf Axel Kjellin, född den 22 juni 1902 i Östersund, död där den 20 december 1978, var en svensk militär.
Kjellin avlade studentexamen 1922 och officersexamen 1924. Han blev fänrik vid Norrlands artilleriregemente 1925 och löjtnant där 1928. Efter att ha genomgått Artilleri- och ingenjörhögskolan sistnämnda år och Krigshögskolan 1936 blev han kapten vid regementet 1938, i generalstabskåren 1939, och major vid Norrlands artilleriregemente 1942. Kjellin befordrades till överstelöjtnant 1949 och till överste 1955. Han var befälhavare för Östersunds försvarsområde 1955–1965. Kjellin blev riddare av Svärdsorden 1943 och kommendör av samma orden 1963. Han vilar på Norra begravningsplatsen i Östersund.